# On purge bébé
Pour les articles homonymes, voir On purge bébé (homonymie).
On purge bébé (également écrit On purge bébé !) est un vaudeville de Georges Feydeau, représenté pour la première fois le 12 avril 1910 au Théâtre des Nouveautés. Il s'agit d'une pièce en un acte, composé de six scènes musicales et de théâtre contemporain, dans laquelle des bourgeois élèvent un enfant infernal avec une présence imminente du comique.

## Personnages
- Bastien Follavoine
- Julie Follavoine, l'épouse de Follavoine
- Rose, la domestique des Follavoine
- Toto, de son prénom Hervé, âgé de sept ans, fils des Follavoine
- Adhéaume Chouilloux
- Horace Truchet, amant de Clémence Chouilloux mais présenté comme le cousin de madame
- Clémence Chouilloux, l'épouse d'Adhéaume Chouilloux

## Résumé scène par scène
- Scène 1 (Follavoine et Rose)

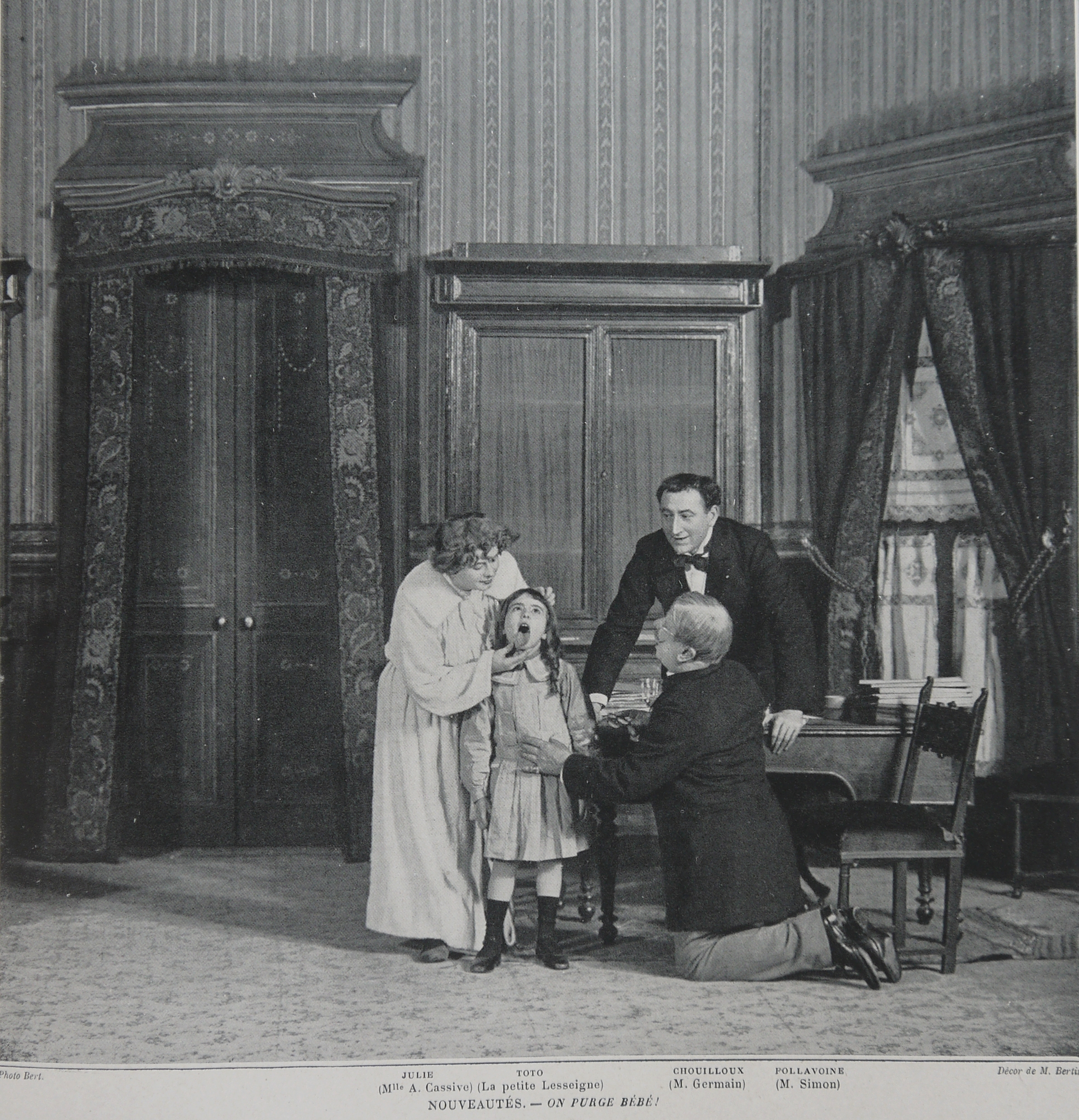
Scène au théâtre des Nouveautés, photographie dans Le Théatre (sic), mai 1910.

La pièce démarre in medias res dans la famille Follavoine : le père cherche dans une encyclopédie à la lettre Z puis, avec l'aide de sa domestique inculte, où se situent les îles Hébrides, pour répondre à une question de son fils Toto.
- Scène 2  (Follavoine et Julie)

Première scène entre les deux époux. Julie entre, son seau de toilette à la main : elle souhaite que son mari l'aide à purger leur fils Toto, souffrant d'une constipation mineure. Durant la discussion, il est fait mention du commerce que Monsieur Follavoine aimerait conclure avec Monsieur Chouilloux, concernant l'achat de pots de chambre en porcelaine incassable, pour le compte de l'armée française. Julie indique également que la femme de Monsieur Chouilloux trompe son mari avec Monsieur Truchet.
- Scène 3 (Rose, Follavoine et Julie)

Tout comme dans la scène précédente, Julie souhaite que son mari l'aide à purger leur fils, alors qu'il se prépare à accueillir Monsieur Chouilloux. Un coup de sonnette retentit, alors que Julie est encore en peignoir. Il s'agit d'une erreur, commise par un patient venant consulter le cabinet dentaire installé dans le même immeuble.
- Scène 4  (Follavoine, Rose et Monsieur Chouilloux)

Arrivée de Monsieur Chouilloux. Follavoine et Chouilloux s'entretiennent sur la qualité supposée des pots de chambre en porcelaine incassable. Or ces derniers se brisent lorsqu'on les laisse tomber.
- Scène 5  (Follavoine, Chouilloux et Julie)

Il s'agit d'une scène charnière. Rencontre entre Julie, toujours vêtue de son peignoir de chambre et Chouilloux, militaire de son rang. Follavoine reprend sa femme sur sa tenue. Julie revient à la charge concernant la purge de son fils. Monsieur Chouilloux partage avec Follavoine et Julie son expérience de traitement « entérite », leur racontant sa cure.
- Scène 6  (Follavoine, Chouilloux)

Les deux hommes continuent leur conversation concernant la cure de Monsieur Chouilloux. Follavoine s'excuse auprès de Chouilloux concernant la tenue de Julie, sa femme.
- Scène 7  (Follavoine, Chouilloux, Julie et Toto)

Première apparition du fils des Follavoine, Toto, Hervé de son prénom de baptême. Ce dernier refuse sa purge, le père tente de le forcer, Toto se réfugie donc chez sa mère qui prend le parti de son fils, se retournant contre son mari à qui elle avait demandé de l'aide. La discussion revient sur les problèmes intestinaux de Monsieur Chouilloux, apprend qu'il a été trompé par sa femme et Horace Truchet, et vient à boire une partie de la purge.
- Scène 8  (Julie, Follavoine, Toto)

Les parents discutent des événements qui viennent d'arriver et l'on assiste à une scène de ménage : Julie reproche à son mari d'être excessif, mais celui-ci reproche à sa femme de lui demander de l'aide et de le lui reprocher ensuite.
- Scène 9  (Julie, Follavoine, Toto, Rose, Madame Chouilloux et Horace Truchet)

Entrée de madame Chouilloux et de son amant, présenté comme son cousin.
- Scène 10  (Julie, Follavoine, Toto, M. et Mme. Chouilloux et Horace Truchet)

Monsieur Chouilloux arrive en furie ayant appris avoir été trompé par sa femme et Horace Truchet. Follavoine en vient accidentellement à boire la purge.
- Scène 11  (Toto puis Julie puis Follavoine)

Toto ment à sa mère et prétend qu'il a bien pris la purge. Les Chouilloux s'en vont. Follavoine quitte la maison.

## Analyse

### Contexte historique
On purge bébé de Georges Feydeau est une pièce caricaturale de son époque. Il s'agit d'une comédie dépeignant grossièrement les problèmes de société du XXe siècle[non neutre]. Il est notamment question de la condition féminine (qui commence à faire parler d'elle aux États-Unis) et du châtiment corporel. Toto tient par ailleurs tête à ses parents, ce qui est impensable pour l'époque : Toto est l'archétype de l'enfant roi.

### Différents types de comique
La pièce de Georges Feydeau est un vaudeville, ainsi on y retrouve différents types de comique.
- Comique de situation
  - La rencontre entre le monde des affaires et la sphère privée (Cf. Scène 5, rencontre entre Julie et Chouilloux)
  - La confrontation entre Chouilloux et Toto. L'enfant demande que Chouilloux boive la purge, requête que sa mère soutient.
  - Les attitudes rebelles de Toto :
    - Il tient tête aux adultes « J'veux pas me purger ! », « Ta gueule ! »
    - Plus Toto refuse d'obéir, plus sa mère est obsédée par l'idée de lui faire boire la purge. Elle en oublie de s'habiller pour recevoir Chouilloux, est impolie par impatience lorsqu'il relate les souvenirs de son « entérite », et elle finit par lui révéler par maladresse qu'il est cocu.
    - Toto met son père inculte dans l'embarras. Quand celui-ci finit par répondre à sa question sur l'emplacement des îles Hébrides, Toto lui demande où est le lac Michigan.
    - Il sait jouer de l'amour protecteur de sa mère et des dissensions dans le couple de ses parents pour les manipuler. Finalement, son père boit la purge et Toto fait croire à sa mère que c'est lui qui a fini par obéir.
    - La purge est bue, non par Toto, mais par Chouilloux et par Follavoine.

- Comique de répétition
  - Répétition de Toto lorsqu'il veut savoir où se trouve le lac Michigan
  - Répétitions de la réplique « J'veux pas me purger ! » par Toto à la scène VII.
  - Répétition de la réplique "à Chatel-Guyon" par Julie Follavoine à la scène V.
  - Rejet de l'autorité de la part de Toto, quelle qu'elle soit : « Ça m'est égal, j'irai en Belgique » face à Chouilloux qui est militaire.
- Comique de mots
  - Faux diminutif de Toto dont le vrai prénom est Hervé
  - Grossièretés et langage familier : « Ta gueule ! », « becquot », « il s'en fout », « foutez-moi la p... »...

- Comique de caractère
  - Tous les personnages sont excessifs, de mauvaise foi, stéréotypés, caricaturés.
- Comique de gestes:
  - Pendant une grande partie de la pièce, Julie Follavoine se promène avec son seau de toilette qu’elle pose dans des endroits inhabituels, comme le bureau de son mari.

## Quelques productions
- 1910 : Création au théâtre des Nouveautés
- 1973 : On purge bébé de Georges Feydeau, mise en scène Jean Meyer, théâtre des Célestins - Lyon
- 1994 : On purge bébé et Feu la mère de madame de Georges Feydeau, mise en scène de Bernard Murat, avec Muriel Robin, théâtre Édouard VII
- 2010 : On purge bébé et Léonie est en avance de Georges Feydeau, mise en scène de Gildas Bourdet, avec Cristiana Reali, Pierre Cassignard, Dominique Pinon, théâtre du Palais-Royal
- 2010 : Du mariage au divorce, spectacle conçu et mis en scène par Alain Françon comprenant On purge bébé, Feu la mère de Madame, Léonie est en avance et Mais n'te promène donc pas toute nue, Théâtre national de Strasbourg (sept.-oct. 2010) puis théâtre Marigny (janv.-mai 2011)

## Adaptations

### À l'écran
- 1931 : On purge bébé, film français réalisé par Jean Renoir
- 1961 : On purge bébé, téléfilm français réalisé par Marcel Bluwal
- 1979 : On purge bébé, téléfilm français réalisé par Jeannette Hubert
- 1996 : On purge bébé, téléfilm français réalisé par Yves-André Hubert
- 2010 : On purge bébé, téléfilm français réalisé par Gérard Jourd'hui

### À l'opéra
- 2022 : On purge bébé !, opéra de Philippe Boesmans